# 長野大学淡水生物学研究所
長野大学 淡水生物学研究所（ながのだいがく たんすいせいぶつがくけんきゅうしょ、英: Institute of Freshwater Biology, Nagano University、略称: 淡水研、IFB）は、長野県上田市にある長野大学の附置研究所であり、淡水域の生物学・生態学に関する研究・教育を行っている。2021年4月1日設立。千曲川に隣接し、豊富な河川水を利用した優れた淡水研究施設を持つ。

## 所在地
- 〒386-0031 長野県上田市小牧1088番地